# جولن کاستانیدا
جولن کاستانیدا (انگلیسی: Julen Castañeda؛ زادهٔ ۱۴ نوامبر ۱۹۹۰) بازیکن فوتبال اهل اسپانیا است.
از باشگاه‌هایی که در آن بازی کرده‌است می‌توان به باشگاه فوتبال پومفرادینا و باشگاه فوتبال راسینگ سانتاندر اشاره کرد.